# Alexandra Huynh
Alexandra Bao Yen Huynh (Sadleir, Nueva Gales del Sur, Australia, 25 de julio de 1994) es una futbolista australiana. Juega como defensa y actualmente milita en el Fortuna Hjørring de la Elitedivisionen de Dinamarca. Es internacional con la selección de Australia.

## Trayectoria
De origen vietnamita por parte de su padre, Huynh debutó en el Newcastle Jets en 2011. El año siguiente fichó por el Western Sydney Wanderers; fue una jugadora de este club hasta 2020, aunque entre 2013 y 2016 vivió en los Estados Unidos, donde jugó en las filas de los equipos universitarios Colorado Buffaloes y Troy Trojans. En octubre de 2020 se mudó a Italia para fichar por el Napoli de la Serie A italiana. En junio de 2021 fichó por el Fortuna Hjørring de la Elitedivisionen danesa.

## Selección nacional
Disputó varios partidos en las categorías sub-17 y sub-20 de la selección australiana, debutando con la selección mayor el 11 de abril de 2021 ante Alemania.

## Clubes
| Club                     | País      | Año         |
| ------------------------ | --------- | ----------- |
| Newcastle Jets           | Australia | 2011 - 2012 |
| Western Sydney Wanderers | Australia | 2012 - 2020 |
| Napoli Femminile         | Italia    | 2020 - 2021 |
| Fortuna Hjørring         | Dinamarca | 2021 - Act. |